# IC 2602
IC 2602 (Południowe Plejady, Gromada Theta Carinae) – gromada otwarta składająca się z około 60 gwiazd, znajdująca się w konstelacji Kila w odległości około 480 lat świetlnych od Ziemi. Odkrył ją Nicolas-Louis de Lacaille w 1751 roku. Ze względu na podobieństwo wieku i barw gwiazd gromada nazywana jest Plejadami Południowymi, w odróżnieniu od Plejad z Byka. W IC 2602 dominuje gwiazda Theta Carinae o jasności 2,7m, a pozostałe gwiazdy są jasności 4m lub słabsze.
Gromada IC 2602 jest widoczna nieuzbrojonym okiem.